# Feldkirchen-Westerham
Feldkirchen-Westerham – gmina w Niemczech, w kraju związkowym Bawaria, w rejencji Górna Bawaria, w regionie Südostoberbayern, w powiecie Rosenheim. Leży około 22 km na zachód od Rosenheimu, nad rzeką Mangfall.

## Demografia
Dane o ludności z 31 grudnia 2008:
| Opis                                | Ogółem | Ogółem | Kobiety | Kobiety | Mężczyźni | Mężczyźni |
| ----------------------------------- | ------ | ------ | ------- | ------- | --------- | --------- |
| Jednostka                           | osób   | %      | osób    | %       | osób      | %         |
| Populacja                           | 10 183 | 100    | 5104    | 50,12   | 5079      | 49,88     |
| Wiek przedprodukcyjny (0–17 lat)    | 1987   | 19,51  | 955     | 9,38    | 1032      | 10,13     |
| Wiek produkcyjny (18–65 lat)        | 6338   | 62,24  | 3177    | 31,2    | 3161      | 31,04     |
| Wiek poprodukcyjny (powyżej 65 lat) | 1858   | 18,25  | 972     | 9,55    | 886       | 8,7       |

## Polityka
Wójtem gminy jest Bernhard Schweiger z CSU, rada gminy składa się z 24 osób.
|      | CSU | SPD | Zieloni | FWG | ÜWG | FWGV | FWF | PB | Razem |
| 2008 | 7   | 3   | 3       | 3   | 1   | 2    | 2   | 3  | 24    |
| 2002 | 8   | 3   | 2       | 3   | 2   | 2    | -   | -  | 20    |